# Hołynka (rejon grodzieński)
Hołynka (biał. Галынка, Hałynka) – wieś na Białorusi, w obwodzie grodzieńskim, w rejonie grodzieńskim, w sielsowiecie Sopoćkinie.
Znajduje się tu rzymskokatolicka parafia Podwyższenia Krzyża Świętego w Hołynce.

## Geografia
Wieś położona jest 21 km na północny zachód od Grodna i 1 km od granicy polsko-białoruskiej.

## Historia
Zdaniem Józefa Maroszka w 1546 w miejscu późniejszej Hołynki mogła mieć miejsce nieudana próba założenia przez królową Bonę miasta Zygmuntowo.
Najstarsza wzmianka o Hołynce pochodzi z 1586. Jako miasto wymieniają Hołynkę rejestry oraz inwentarze z 1715, 1744, 1775, 1794, 1834 i 1835. Wieś szlachecka położona była w końcu XVIII wieku w powiecie grodzieńskim województwa trockiego. 
Po III rozbiorze Polski miejscowość weszła w skład Królestwa Prus. W 1815 znalazła się w powiecie augustowskim Królestwa Polskiego, a w 1867 – w guberni suwalskiej. W latach 1921–1939 wchodziła w skład II Rzeczypospolitej i była centrum administracyjnym gminy Hołynka w powiecie augustowskim województwa białostockiego.
Według Powszechnego Spisu Ludności z 1921 roku Hołynka zamieszkiwana była przez 267 osób, wśród których 183 zadeklarowało wyznanie rzymskokatolickie, 9 prawosławne a 75 mojżeszowe. Jednocześnie wszyscy mieszkańcy oznaczyli polską przynależność narodową. We wsi było 54 budynków.
W wyniku napaści ZSRR na Polskę we wrześniu 1939 roku miejscowość znalazła się pod okupacją radziecką. 2 listopada została włączona do Białoruskiej SRR. 4 grudnia 1939 roku włączona do nowo utworzonego obwodu białostockiego. Od czerwca 1941 roku pod okupacją niemiecką. 22 lipca 1941 roku włączona w skład okręgu białostockiego III Rzeszy. W 1944 roku ponownie zajęta przez wojska radzieckie i włączona do obwodu grodzieńskiego Białoruskiej SRR. Od 1959 roku w rejonie grodzieńskim. Od 1991 roku miejscowość wchodzi w skład niepodległej Białorusi.

## Zabytki i pomniki
We wsi znajduje się działający kościół rzymskokatolicki pw. Podwyższenia Krzyża, a także kaplica. W przeszłości istniała także cerkiew greckokatolicka.
Na kościelnym cmentarzu znajduje się pamiątkowy krzyż ku czci mieszkańców parafii Hołynka, którzy stracili życie w czasie II wojny światowej. Ma on formę krzyża łacińskiego ustawionego na postumencie, na którym umieszczono stylizowane płaskorzeźby krzyża i świec, a także tablicę z napisem w języku polskim: Pomordowanym mieszkańcom Parafii Hołynka w latach 1939–1945 w hołdzie pamięci rodacy.